# بحيرة أولين
بحيرة أولين هي بحيرة تقع في بلدية لييرن في مقاطعة نور تروندلاغ، النرويج. تقع البحيرة على بعد 6.23 كيلومتر مربع (2.41 ميل مربع) جنوب قرية سورلي. يتدفق الماء جنوبا من بحيرة لينغلنغن إلى أولين، ثم يواصل تدفق المياه إلى الجنوب إلى بحيرة رينجن (التي تذهب إلى السويد).